# Tehri Garhwal
Tehri Garhwal is een district van de Indiase staat Uttarakhand. Het district telt 604.608 inwoners (2001)), wat een stijging is van 16,15% in de duur van een decennium, en heeft een oppervlakte van 4085 km². Het district wordt bestuurd vanuit New Tehri.

## Belangrijkste steden in het district
1. New Tehri
2. Narendra Nagar
3. Chamba

## Geschiedenis
Tehri Garhwal was een vorstenland als onderdeel van de kroonkolonie Brits-Indië en werd geregeerd door de Panwar (Shah) dynastie.
Almora · Bageshwar · Chamoli · Champawat · Dehradun · Haridwar · Nainital · Pauri Garhwal · Pithoragarh · Rudraprayag · Tehri Garhwal · Udham Singh Nagar · Uttarkashi